# حكومة كتاينن
حكومة يوركي كتاينن (22 يونيو 2011 - ) هي حكومة فنلندا الثانية والسبعين. تشكلت نتيجة لمفاوضات ما بعد الانتخابات البرلمانية لسنة 2011. بقيادة رئيس الوزراء يوركي كتاينن عن حزب الائتلاف الوطني، إثنا عشر وزريراً من أصل تسعة عشر في الحكومة يمثلون حزب الائتلاف الوطني والحزب الاشتراكي الديموقراطي، في حين تقاسمت أحزاب تحالف اليسار والرابطة الخضراء وحزب الشعب السويدي والديمقراطيون المسيحيون الحقائب الوزارية السبعة المتبقية. في 22 يونيو، أكد البرلمان انتخاب كتاينن لمنصب رئيس الوزراء وافتتحت رئيسة الجمهورية تاريا هالونن الحكومة. صوّت اثنان من نواب تحالف اليسار ضد كتاينن، لذا تم توبيخهما رسمياً من قبل مجموعة تحالف اليسار في البرلمان (وطردا لاحقاً من المجموعة).

## الوزراء
|  | الوزراء                                                                           | فترة الولاية     | الحزب                      | الحزب |
|  | --------------------------------------------------------------------------------- | ---------------- | -------------------------- | ----- |
|  | رئيس الوزراء يوركي كتاينن                                                         | 22 يونيو، 2011 – | حزب الائتلاف الوطني        |       |
|  | وزير المالية، نائب رئيس الوزراء يوتا أوربيلاينن                                   | 22 يونيو، 2011 – | الحزب الاشتراكي الديمقراطي |       |
|  | وزير الشؤون الخارجية إركي تووميويا                                                | 22 يونيو، 2011 – | الحزب الاشتراكي الديمقراطي |       |
|  | وزير الشؤون الأوروبية والتجارة الخارجية ألكسندر ستوب                              | 22 يونيو، 2011 – | حزب الائتلاف الوطني        |       |
|  | وزيرة التنمية الدولية هايدي هاوتالا                                               | 22 يونيو، 2011 – | الرابطة الخضراء            |       |
|  | وزير العدل أنا-مايا هنريكسون                                                      | 22 يونيو، 2011 – | حزب الشعب السويدي          |       |
|  | وزير الداخلية بايفي راسانن                                                        | 22 يونيو، 2011 – | الديمقراطيون المسيحيون     |       |
|  | وزير الدفاع ستيفان فالين                                                          | 22 يونيو، 2011 – | حزب الشعب السويدي          |       |
|  | وزير الإدارة والبلديات هنا فيركونن                                                | 22 يونيو، 2011 – | حزب الائتلاف الوطني        |       |
|  | وزير التعليم يوكا غوستافسون                                                       | 22 يونيو، 2011 – | الحزب الاشتراكي الديمقراطي |       |
|  | وزير الثقافة والرياضة بآفو أرهينماكي                                              | 22 يونيو، 2011 – | تحالف اليسار               |       |
|  | وزير الزراعة والغابات ياري كوسكينن                                                | 22 يونيو، 2011 – | حزب الائتلاف الوطني        |       |
|  | وزير النقل ميريا كولونن                                                           | 22 يونيو، 2011 – | تحالف اليسار               |       |
|  | وزير الإسكان و وزير الاتصالات كريستا كيورو                                        | 22 يونيو، 2011 – | الحزب الاشتراكي الديمقراطي |       |
|  | وزير التجارة يوري هاكامييس                                                        | 22 يونيو، 2011–  | حزب الائتلاف الوطني        |       |
|  | وزير العمل لاوري إيهالاينن                                                        | 22 يونيو، 2011 – | الحزب الاشتراكي الديمقراطي |       |
|  | وزير الصحة والشؤون الاجتماعية باولا ريسيكو                                        | 22 يونيو، 2011 – | حزب الائتلاف الوطني        |       |
|  | وزيرة الخدمات الأساسية (وزارة الصحة والشؤون الاجتماعية) ماريا غوزينينا-ريتشاردسون | 22 يونيو، 2011 – | الحزب الاشتراكي الديمقراطي |       |
|  | وزير البيئة فيلي نينيستو                                                          | 22 يونيو، 2011 – | الرابطة الخضراء            |       |